# Oleg Sadikhov
Oleg Sadikhov (in ebraico אולג סדיחוב‎?; Doneck, 4 aprile 1966) è un ex sollevatore sovietico naturalizzato israeliano che ha gareggiato nella categoria dei pesi medi (fino a 75 kg.).

## Carriera
Nato in Russia nella regione di Rostov e di religione ebraica, Sadikhov emigrò in Israele nel 1991 prendendone la cittadinanza, dopo aver rappresentato l'Unione Sovietica nelle categorie giovanili del sollevamento pesi, per il quale Paese fu vice-campione mondiale juniores. Lo stesso anno, da israeliano, si piazzò al 10º posto ai Campionati mondiali di Donaueschingen con 317,5 kg. nel totale.
Nel 1992 vinse la medaglia di bronzo ai Campionati europei di Szekszárd con 342,5 kg. nel totale e prese parte alle Olimpiadi di Barcellona, terminando al 10º posto finale con 332,5 kg. nel totale.